# Fallacia patetica
La locuzione fallacia patetica è un'espressione letteraria che si riferisce all'attribuire l'emozione e la condotta umane a cose che si trovano in natura che non sono umane. È una specie di personificazione che si presenta nelle descrizioni poetiche, quando, per esempio, le nuvole sembrano imbronciate, quando le foglie danzano, o quando le rocce sembrano indifferenti. Il critico culturale britannico John Ruskin ha coniato il termine nel terzo volume di Modern Painters (1856), Capitolo XII.

## Storia della frase

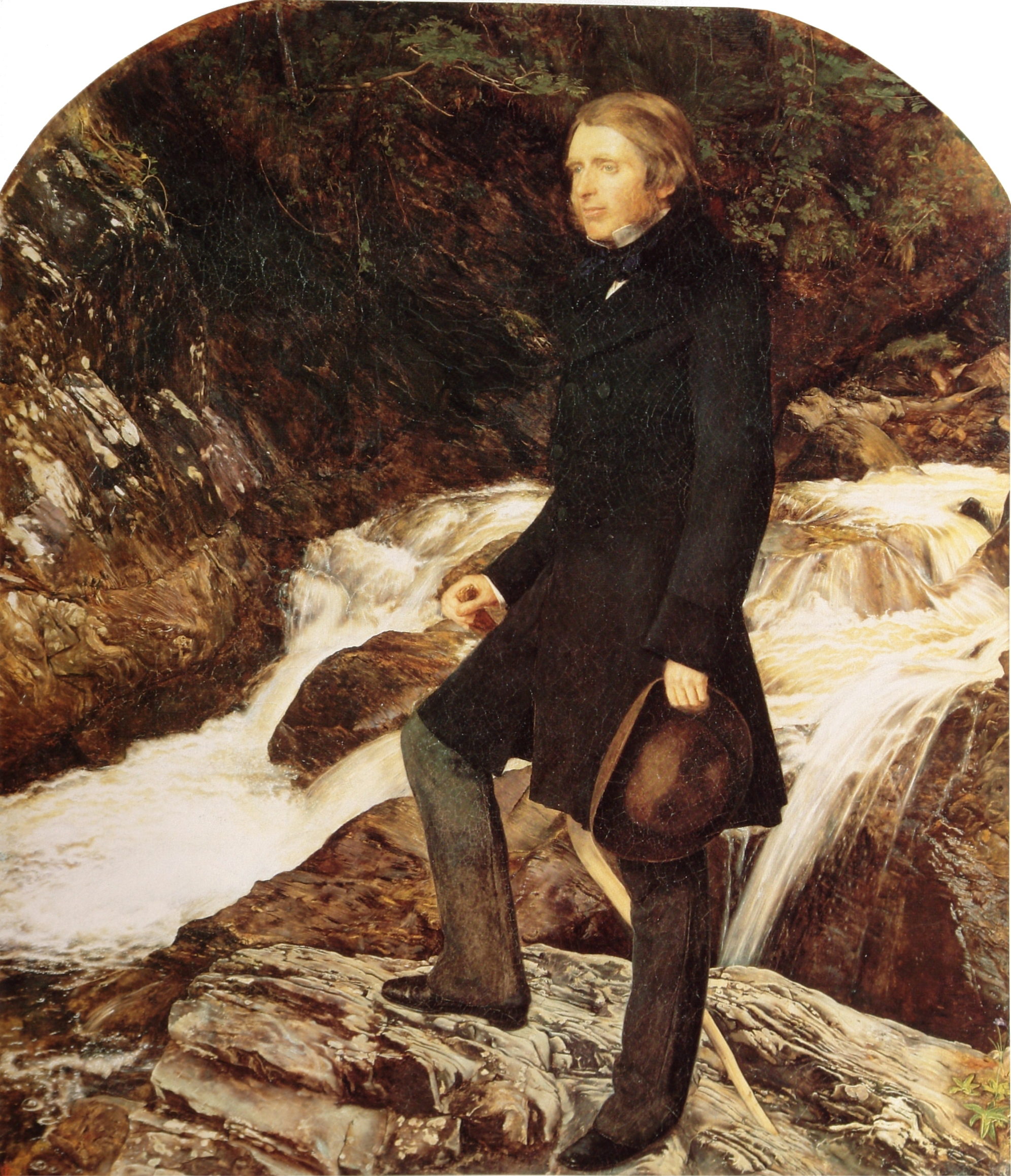
John Ruskin a Glenfinlas, in Scozia (1853-54), di John Everett Millais.

Ruskin coniò il termine "fallacia patetica" per attaccare il sentimentalismo che era comune alla poesia del tardo XVIII secolo, e che era dilagante tra i poeti come Burns, Blake, Wordsworth, Shelley e Keats. Tra i maggiori, Wordsworth supportò questo uso della personificazione basata sull'emozione sostenendo che "gli oggetti... derivano la loro influenza non dalle proprietà intrinseche in loro... ma da quelli che sono loro conferiti dalle menti di coloro che sono in conversazione con o influenzati da questi oggetti ". Tuttavia, Tennyson nella sua poesia cominciò a perfezionare e sminuire tali espressioni, introducendo un'enfasi su quello che si potrebbe chiamare un confronto più scientifico degli oggetti in termini di percezione dei sensi. Il vecchio ordine stava iniziando a essere sostituito dal nuovo proprio mentre Ruskin affrontava la questione, e l'uso della fallacia patetica diminuì marcatamente. Come critico, Ruskin si dimostrò influente e gli si attribuisce il merito di aver contribuito a perfezionare l'espressione poetica.
Il significato del termine è cambiato in modo significativo dall'idea che Ruskin aveva in mente. La definizione originale di Ruskin è "falsità emotiva" o la falsità che si verifica nelle percezioni di una persona quando è influenzata da un'emozione violenta o accresciuta. Ad esempio, quando una persona è sconvolta dal dolore, le nuvole potrebbero sembrare più scure di quanto siano, o forse dolenti o forse anche poco curanti.
Ci sono stati altri cambiamenti nella frase di Ruskin da quando è stata coniata: la particolare definizione che Ruskin usava per la parola fallacia è da allora è diventata obsoleta. La parola fallacia al giorno d'oggi è definita come un esempio di una logica imperfetta, ma per Ruskin e gli scrittori del 19 ° secolo e precedenti, "fallacia" potrebbe essere usato per significare semplicemente una "falsità". Allo stesso modo, la parola patetica significava semplicemente per Ruskin "emotivo" o "pertinente alle emozioni".
Mettendo da parte le intenzioni originali di Ruskin, la locuzione è sopravvissuta, sebbene con un significato significativamente alterato.

## Esempi del significato originale di Ruskin

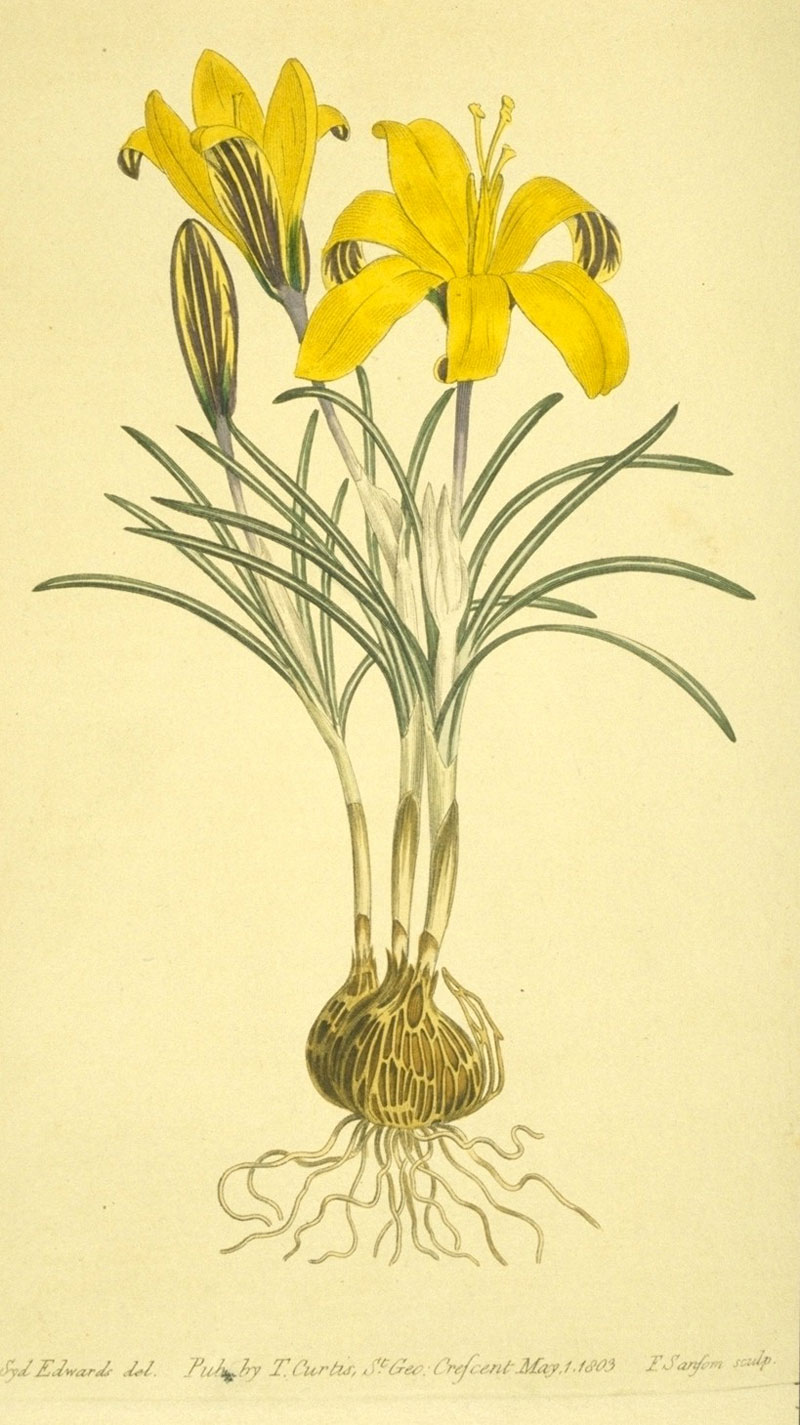
Un Crocus Angustifolius giallo, noto come croco panno d'oro. (Curtis's Botanical Magazine, 1803)

Nel suo saggio, Ruskin dimostra il significato originale, offrendo linee di un poema: 
They rowed her in across the rolling foam—

The cruel, crawling foam...
La guidarono attraverso la schiuma ondeggiante-

La crudele, strisciante schiuma...
 Ruskin sottolinea poi che "la schiuma non è crudele, né striscia. Lo stato mentale che attribuisce questi caratteri di una creatura vivente è quello in cui la ragione è scardinata dal dolore ". Comunque, Ruskin non disapprovava questo uso della fallacia patetica: 
 Ora, finché vediamo che il sentimento è vero, perdoniamo, o ne siamo anche compiaciuti, l'errore confessato della vista, che lei induce: siamo contenti, ad esempio, di quelle righe... sopra citate, non perché descrivono erroneamente la schiuma, ma perché descrivono fedelmente il dolore. 
 Ruskin intendeva che la fallacia patetica può anche riferirsi a qualsiasi qualità "non vera": come nella descrizione di un croco come "dorato", quando il fiore è, secondo Ruskin, color zafferano.

Quanto segue, una strofa del poema "Maud" (1855) di Alfred, Lord Tennyson, dimostra ciò che John Ruskin, in Modern Painters, disse fu un esempio "squisito" dell'uso della fallacia patetica: 
MAUD

There has fallen a splendid tear

 From the passion-flower at the gate.

She is coming, my dove, my dear;

 She is coming, my life, my fate.

The red rose cries, "She is near, she is near;"

 And the white rose weeps, "She is late;"

The larkspur listens, "I hear, I hear;"

 And the lily whispers, "I wait." (Part 1, XXII, 10)È caduta una splendida lacrima
Dal fiore della passione presso il cancello.
Sta arrivando, mia colomba, mia cara;
Sta arrivando, mia vita, mio fato.
La rosa rossa grida, "È vicina, è vicina;"
E la rosa bianca geme, "È in ritardo;"
Il delfinio ascolta, "sento, sento;"

E il giglio sospira, "aspetto."

## Scienza
Nella scienza, la locuzione "fallacia patetica" è usato in modo peggiorativo per scoraggiare un tipo di discorso figurativo in descrizioni che potrebbero non essere rigorosamente accurate e chiare, e che potrebbe comunicare una falsa impressione di un fenomeno naturale. Un esempio è la frase metaforica "La natura aborre il vuoto", che contiene il suggerimento che la natura è capace di aborrire qualcosa. Esistono modi più accurati e scientifici per descrivere la natura e il vuoto.
Un altro esempio di patetico errore è l'espressione: "L'aria odia essere compressa e, quando costretta, cercherà di fuggire in un'area a bassa pressione". Non è corretto suggerire che l'aria "odia" qualcosa o "cerca" di fare qualsiasi cosa. Un modo per esprimere le idee che sono alla base di quella frase in un modo più scientifico può essere trovato e descritto nella teoria cinetica dei gas: l'effusione o il movimento verso la pressione inferiore si verifica perché le molecole di gas non ostruite si distribuiscono in modo più uniforme tra zone di alta e bassa pressione, in un flusso dal primo al secondo.